# 輪西站
輪西站（日语：／ Wanishi eki */?）是屬於北海道旅客鐵道室蘭本線的鐵路車站，位於日本北海道室蘭市，車站編號為M33，現時為無人車站。站名源自阿伊努語的「haru-us-i」（食材很多的地方）、「ma-ne-us-i」（有山澗的地方）或「wa-ne-us-i」（輪子形狀的地方）。
本站曾是第一代室蘭總站的位置，1897年隨路線延長至現時室蘭站的位置，本站才改為「輪西」。1920年因應路線由海邊遷至山邊，輸西站改設於現東室蘭站的位置，後來經居民請願後，1922年在現址重新設立「輪西站」，並將原來的「輪西站」改稱為「東輪西站」。過往因貼近北海道炭礦鐵道輪西製鐵所（即現時日本製鐵室蘭製鐵所），使用人數非常多，站前廣場每每都十分熱鬧，但現時則為一個十分閒靜的無人車站。

## 車站構造

### 站房
本站的站房為木造的單層站房。左側為正門偌大的候車大廳，現時只在牆邊擺放座椅，右側為已停用的售票窗口及站務室，正門左側加建了有蓋停車位。由於站房設於1號月台末端，進站後須左轉至開放式閘口，再沿斜道或梯級直上至1號月台；2號月台則利用行人天橋前往。

### 月台
設有側式月台2座，各月台原來長度達220米，有效長度達11輛，但因應縮減保養費，2017年把向室蘭站方向、本身未被加高的月台部份拆去，使月台長度各自縮短一半，因此現的有效長度只是5輛，但仍足夠讓一列鈴蘭號列車停靠。由閘口一直延至至行人天橋間的1號月台均備有上蓋，而2號月台則在樓梯口附近約半輛車廂長度的位置也設有有蓋候車亭。
| 月台 | 路線               | 方向 | 目的地                         |
| ---- | ------------------ | ---- | ------------------------------ |
| 1    | ■ 室蘭本線（支線） | 上行 | 室蘭方向                       |
| 2    | ■ 室蘭本線（支線） | 下行 | 東室蘭、長萬部、登別、札幌方向 |

## 歷史
過往有關上一代室蘭站及輪西站歷史，請參考室蘭站及東室蘭站。
- 1928年9月10日：鐵道省室蘭本線新車站開業。辦理旅客及貨物提取服務。
- 1980年5月15日：手提行李提取服務取消。
- 1984年4月1日：無人化（簡易委託化）。
- 1987年4月1日：國鐵分割民營化，車站的營運由JR北海道及JR貨物繼承。
- 1994年：取消簡易委託，完全無人化。
- 2017年3月9日：因縮減保養費，月台有效長度由10輛縮減為5輛[2][3]。

## 相鄰車站
北海道旅客鐵道
■室蘭本線（支線）
特急「鈴蘭」（支線內各站停車）、普通列車
御崎 (M34) - 輪西 (M33) - 東室蘭 (H32)

## 外部連結
- JR北海道輪西站網頁。 （页面存档备份，存于）（日語）